# EEV 28–35
Die EEV 28–35 waren Güterzug-Schlepptenderlokomotiven der Ersten Siebenbürgener Eisenbahn (Elsiö Erdélyi Vasút, EEV).
Die EEV ließ diese acht Lokomotiven 1872 bei Sigl in Wien
und Wiener Neustadt bauen.
Sie erhielten die Betriebsnummern  28–35 sowie die Namen TIRGUZSIL,
KRAJOVA, KALÁN, CETATE BOLE, RETYEZÁT, BARING, TELEK
und GYALÁR.
Die Maschinen wurden auf der Strecke Piski–Petrozsény eingesetzt.
Deshalb erhielten fünf Exemplare die Gegendampfbremse Bauart Le Chatelier.
Anlässlich der Verstaatlichung der EEV 1884 bekamen sie die
MÁV-Nummern 270–277, danach die Kategoriebezeichnung IIIg und die Nummern 3011–3018.
Ab 1911 wurden sie 336,001–008.